# Rolfi Rojas
Rolfi Domingo Rojas Guzmán, (Nace el 14 de febrero de 1963, Santo Domingo, República Dominicana) es un político y empresario, miembro del Partido Revolucionario Moderno (PRM), casado con Kirenia Batista Fuentes. Es padre de seis hijos Rolfi Domingo, José Raúl, Julibeth, Jennifer Estefania, Roldyk Alberto y Rodyk Alberto. Graduado de Bachiller Comercial en el Liceo Victor Estrella Liz,  técnico en Contabilidad de la Universidad Autónoma de Santo Domingo. Inicia su vida profesional con la creación de una oficina de asesoría externa de contabilidad . Desde el año 1987 es Presidente de la Empresa Limpieza Bella Vista SRL actualmente dedicada a realizar servicios múltiples de limpieza y mantenimiento para el sector privado.
Rolfi es miembro de la Comisión Política del PRM, Subsecretario Nacional Municipal, Presidente en Funciones del Comité del DN., Presidente en Funciones de la Circ. No.1, fue director de Campaña en el DN de la candidatura presidencial de Luis Abinader Corona, excandidato a diputado por la Circ. No.1 DN. Regidor electo cuatro periodos consecutivos (1998-2016)  cargo que ocupaba en la municipalidad del Distrito Nacional.

## Vida política
Rojas Guzmán ingresa a las filas del Partido Revolucionario Dominicano (PRD) en el año 1977, motivado por el sentimiento familiar que lo unía a luchar por la democracia del país , ocupando el cargo de Secretario General del Frente Revolucionario Estudiantil Nacionalista (FREN) En el periodo (1977-1980) Miembro del Comité Juventud Revolucionaria Dominicana (JRD) (1979-1981) Secretario General Comité H-76 (1981) Secretario General H1-39 en el periodo de Gobierno (1982-1986) encabezado por el presidente constitucional Dr. Salvador Jorge Blanco  , fue Encargado Administrativo de la Dirección General del Catastro Nacional en (1982-1986) Secretario General Zona H-4, (1994-1996) Presidente Juventud Revolucionaria Dominicana (JRD) en (1994-1998).
En 1997 motivado por sus compañeros de partido lanza su candidatura a Regidor siendo electo en 1998 en las elecciones municipales como el regidor más votado para la gestión del exalcalde Johnny Ventura (1998-2002). Durante este período forma parte de varias comisiones de la Sala Capitular : Comisiones de Juventud, Iglesias y Finanzas.
En las elecciones posteriores (2002, 2006, 2010) es electo como Regidor siendo en todos los procesos el candidato a regidor con mayor votación en las primarias de su partido. Durante dichos periodos destacó su apoyo a la Normativa de Zonificación, Indicativa sobre Densidades, así como la Normativa de Ordenamiento Vial y Desarrollo de las Funerarias Municipales.
(2005) Subsecretario Nacional , Vicepresidente Región Sur. En el año 2008 Director de Campaña Presidencial en la Circunscripción No.1 DN. 
(2012) Director de Campaña Presidencial en la Circunscripción No.1.
En el año 2014 Rolfi D. Rojas Guzmán decide formar parte de la nueva fuerza política de la República Dominicana, el Partido Revolucionario Moderno (PRM), producto de la crisis interna que arrastró el PRD luego del proceso presidencial del año 2012. En aquel entonces Rolfi era miembro de la Comisión Política del PRM, Subsecretario Nacional Municipal , Presidente en Funciones del Comité del DN., Presidente en Funciones de la Circ. No.1  , Director de Campaña en el DN de la candidatura presidencial de Luis Abinader Corona , y Regidor del Ayuntamiento del Distrito Nacional. 
En el año 2016, pasó a ser el director ejecutivo del comando de campaña de la gran capital  y el Distrito Nacional de la candidatura presidencial del Luis Abinader Corona y asistente político del candidato presidencia durante la campaña presidencial para las elecciones del 2020 de la República Dominicana.  